# Oratorio di San Benedetto (Terranuova Bracciolini)
L'oratorio di San Benedetto è un edificio sacro che si trova a Terranuova Bracciolini.

## Storia e descrizione
Fu edificato grazie ad una elargizione del prelato Antonio Bartolini alle monache di Vitalba, le quali, all'inizio del XVII secolo, vi si trasferirono, dedicando il nuovo monastero alla Santissima Annunziata. Dopo le distruzioni subite durante la seconda guerra mondiale è stato radicalmente restaurato; anche la chiesa attuale, in sostituzione di quella barocca, è opera del dopoguerra. Solo il bel chiostro, con loggia a doppio ordine, mantiene l'aspetto originario. Sull'altare maggiore è stato ricollocato, dopo il restauro, il dipinto raffigurante l'Annunciazione, datato 1616 e firmato da Francesco Curradi.